# Dascyllus abudafur
Dascyllus abudafur, comúnmente conocida como damisela de tres bandas, es una especie de pez con aletas radiadas de la familia Pomacentridae, familia también de  los peces payaso y otras damiselas. Se encuentra desde el mar Rojo, a lo largo de las costas del este de África hasta Sudáfrica, las Seychelles, las Comoras, Madagascar y las islas Mascareñas al este hasta las islas de la Sonda. Se ha clasificado como sinónimo del embaucador del Pacífico Dascyllus aruanus y no está incluido en FishBase, pero los estudios han demostrado que los dos taxones son genética y morfológicamente diferentes. El nombre específico se deriva de la palabra árabe para esta especie Abu-dafur Jabûd.

## Galería de imágenes

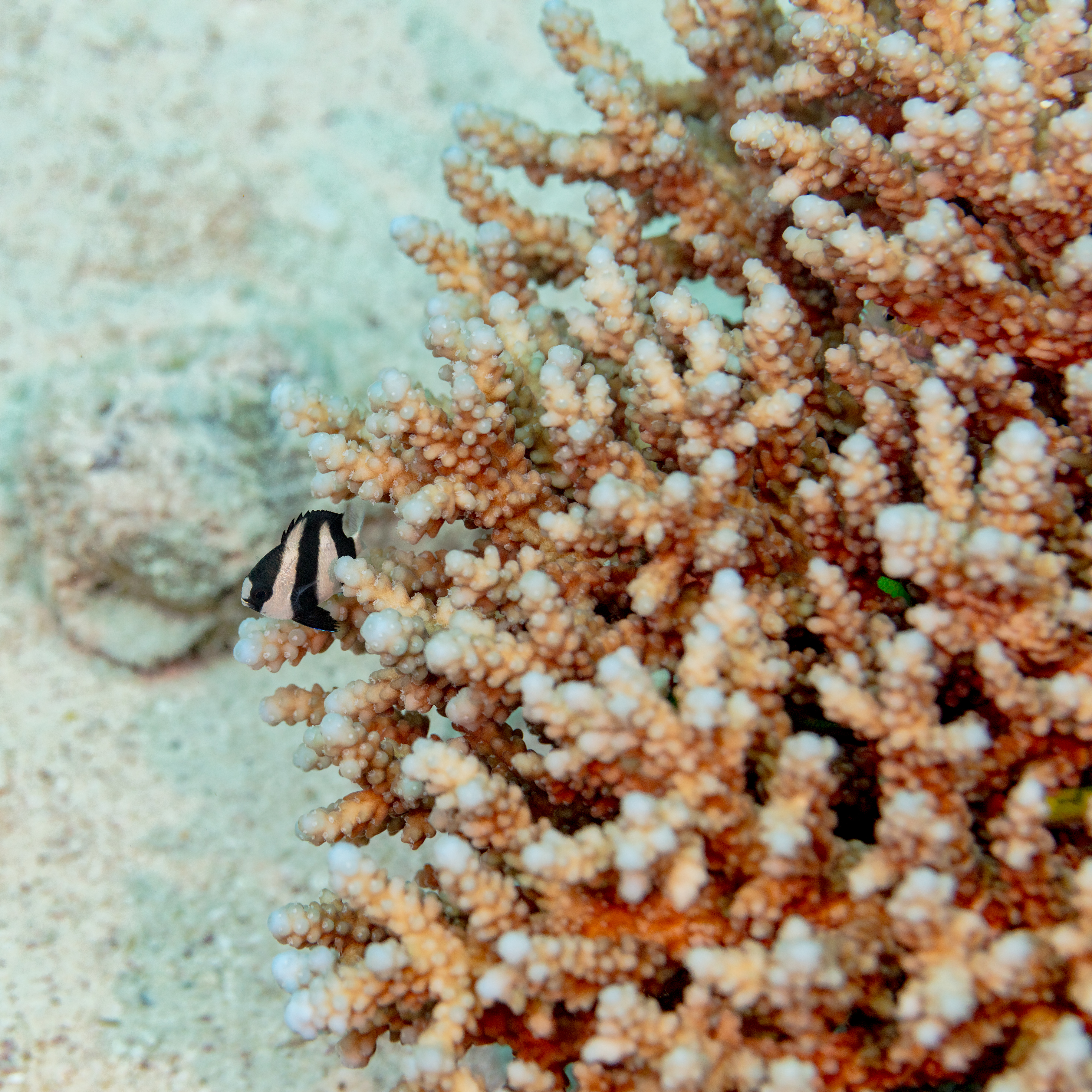
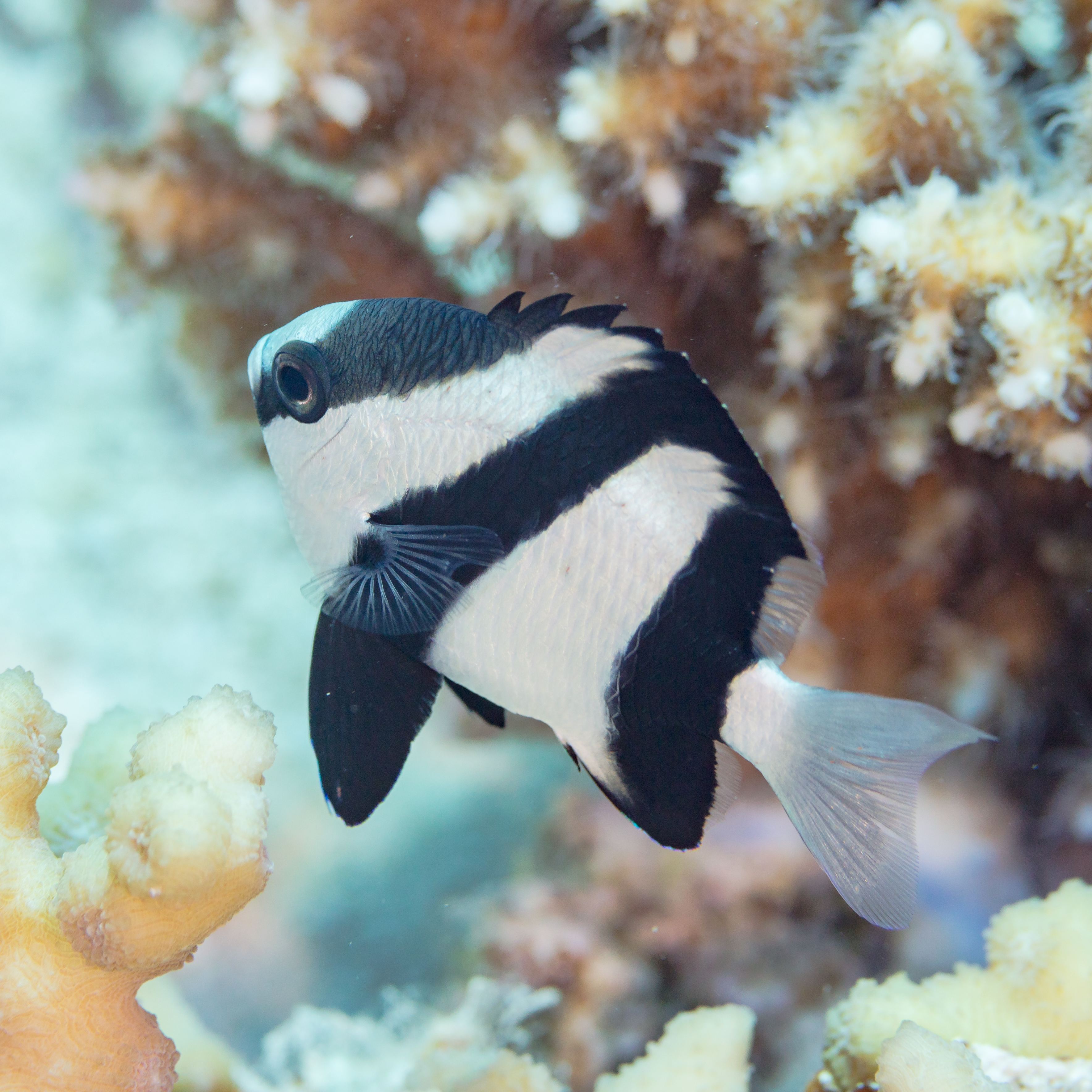
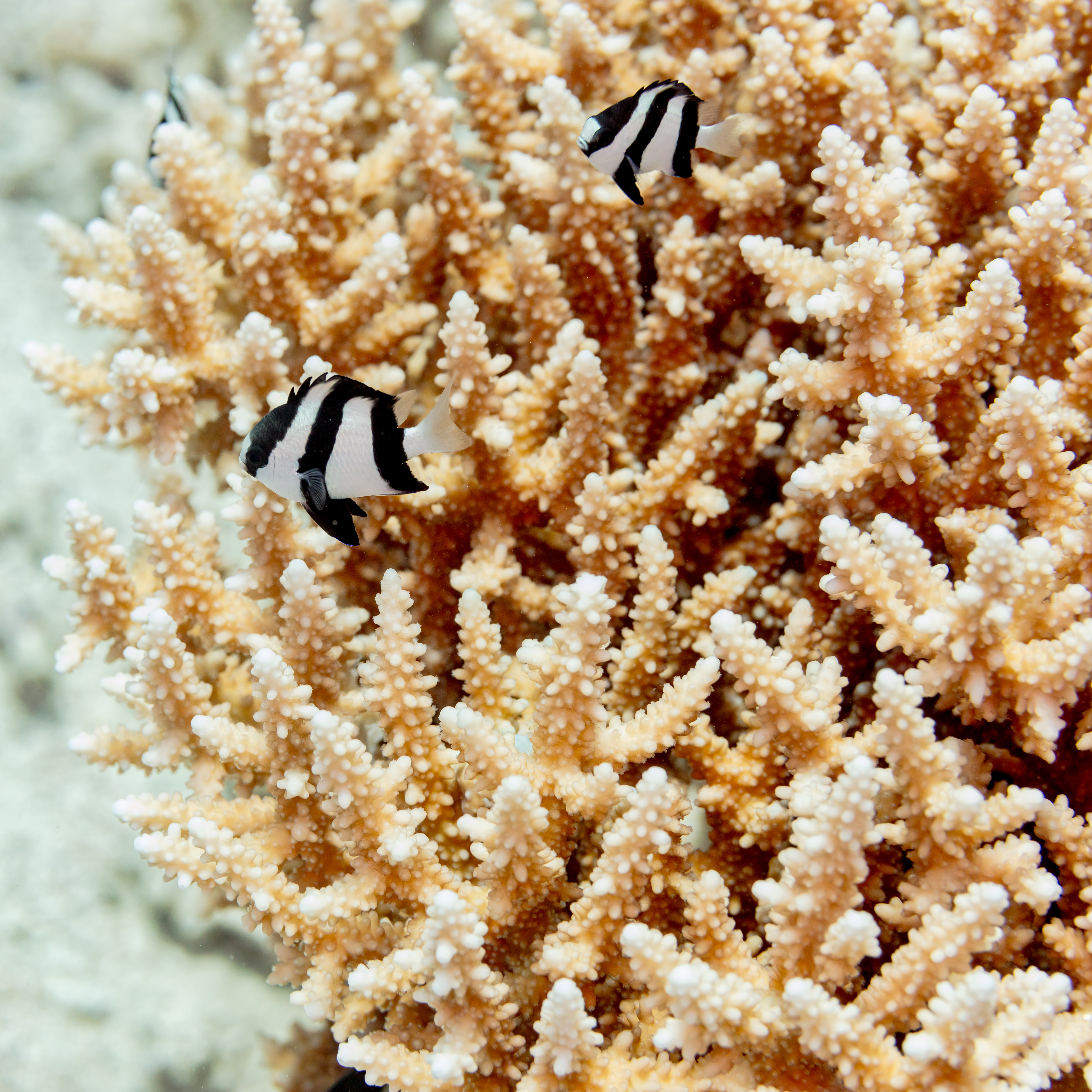
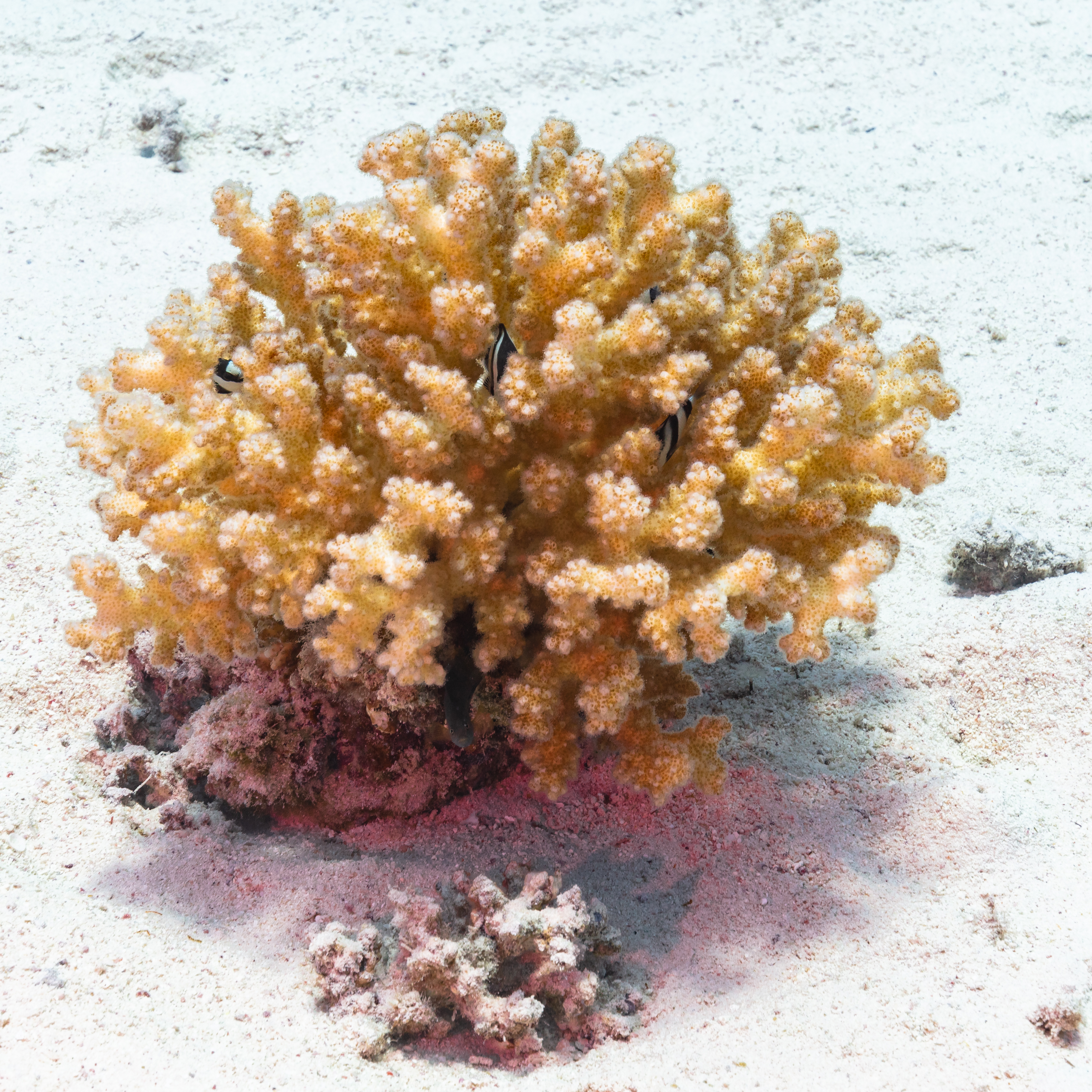
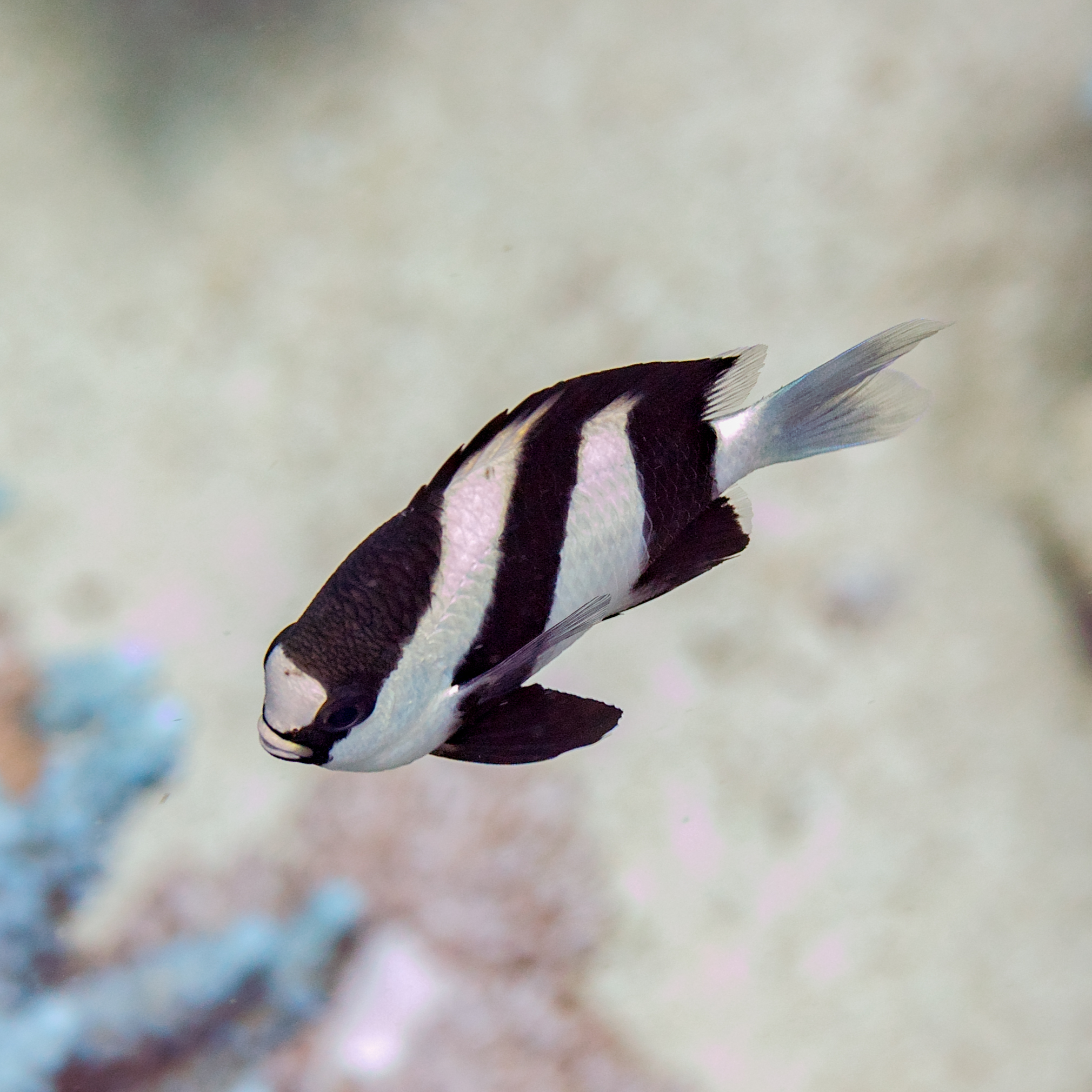
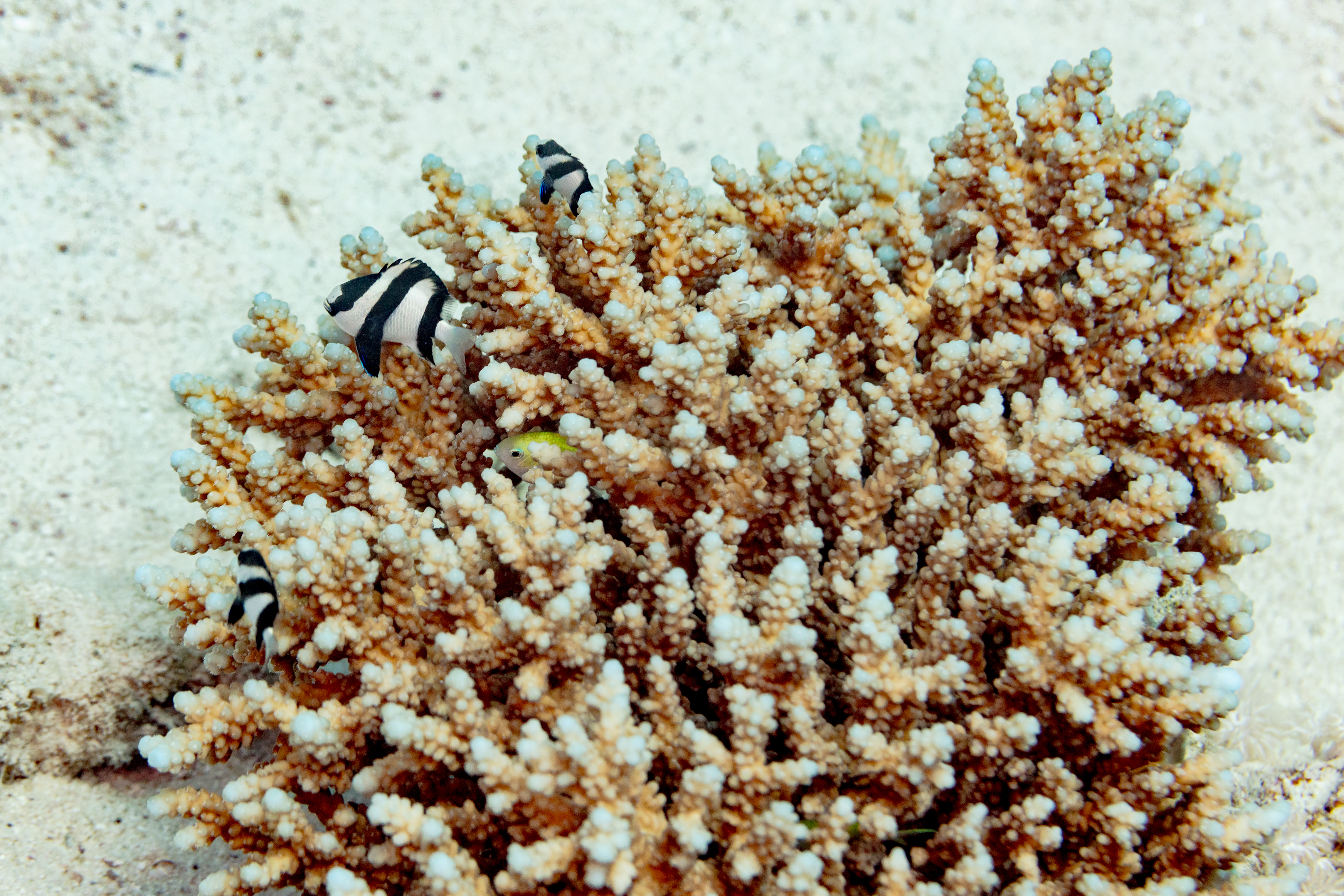
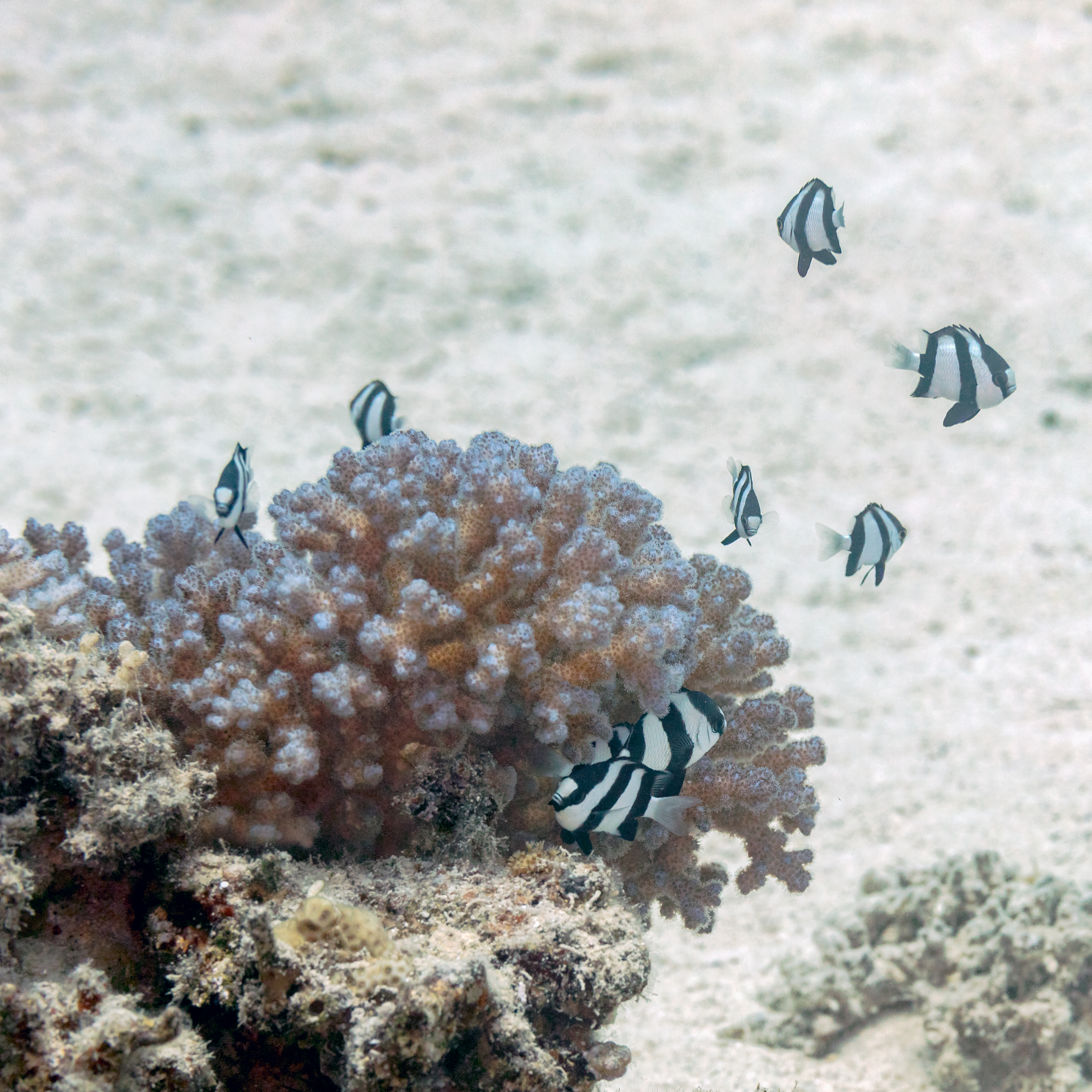
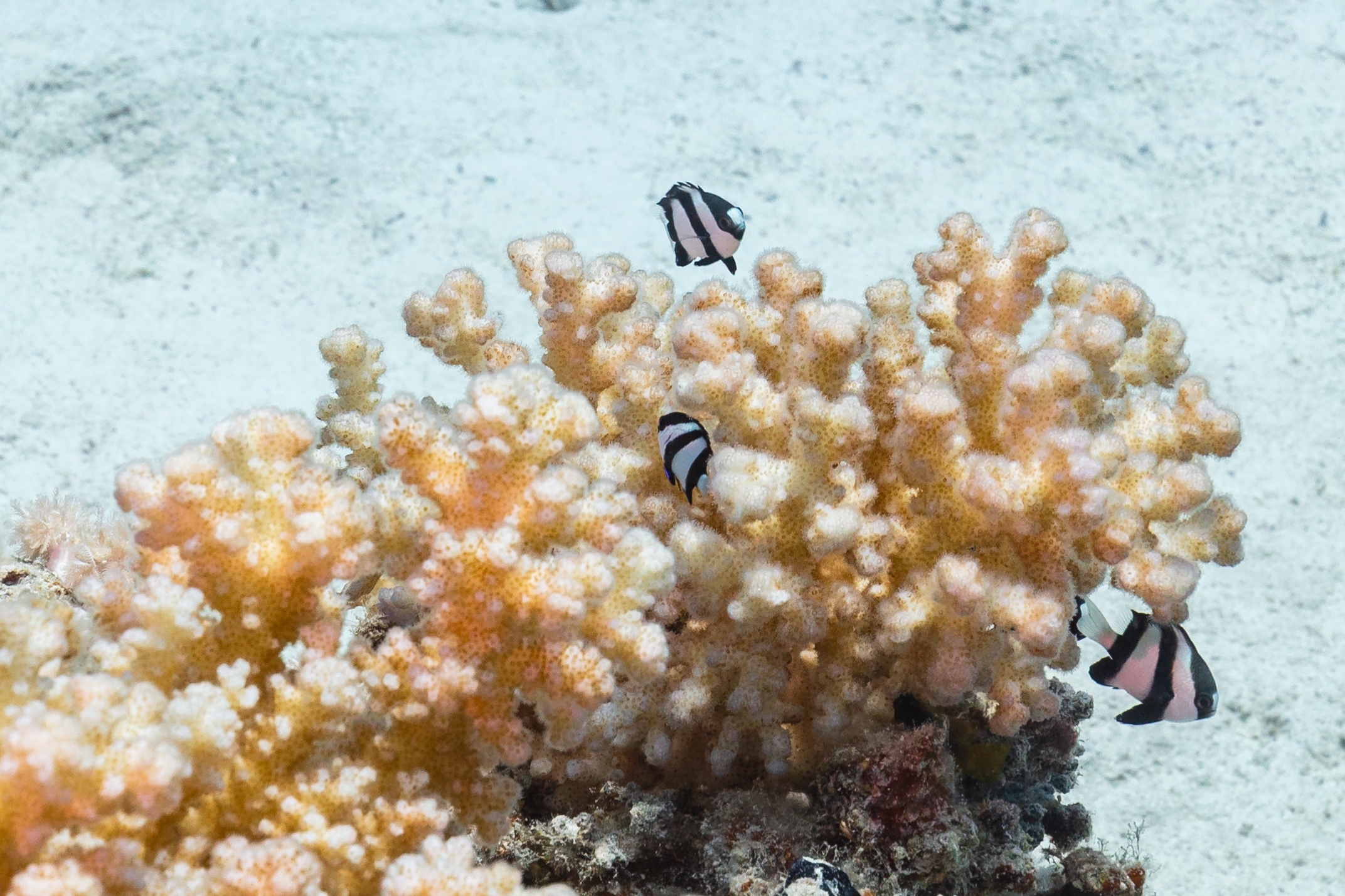